# جوزيه باترسون
جوزيه باترسون (بالإنجليزية: Josiah Patterson)‏ هو محامي وسياسي أمريكي، ولد في 14 أبريل 1837 في مقاطعة مورغان في الولايات المتحدة، وتوفي في 10 فبراير 1904 في ممفيس في الولايات المتحدة. حزبياً، نشط في الحزب الديمقراطي. وقد انتخب عضو مجلس نواب تينيسي وانتخب عضو مجلس النواب الأمريكي.